# الن بارت (ورزشکار)
الن بارت (انگلیسی: Alan Barrett; ۱۴ نوامبر ۱۹۱۲ – ۸ آوریل ۱۹۶۱) قایقران روئینگ اهل بریتانیا بود.